# Agathis lanceolata
Agathis lanceolata är en barrträdart som beskrevs av Otto Warburg. Agathis lanceolata ingår i släktet Agathis och familjen Araucariaceae. IUCN kategoriserar arten globalt som sårbar. Inga underarter finns listade i Catalogue of Life.

## Bildgalleri

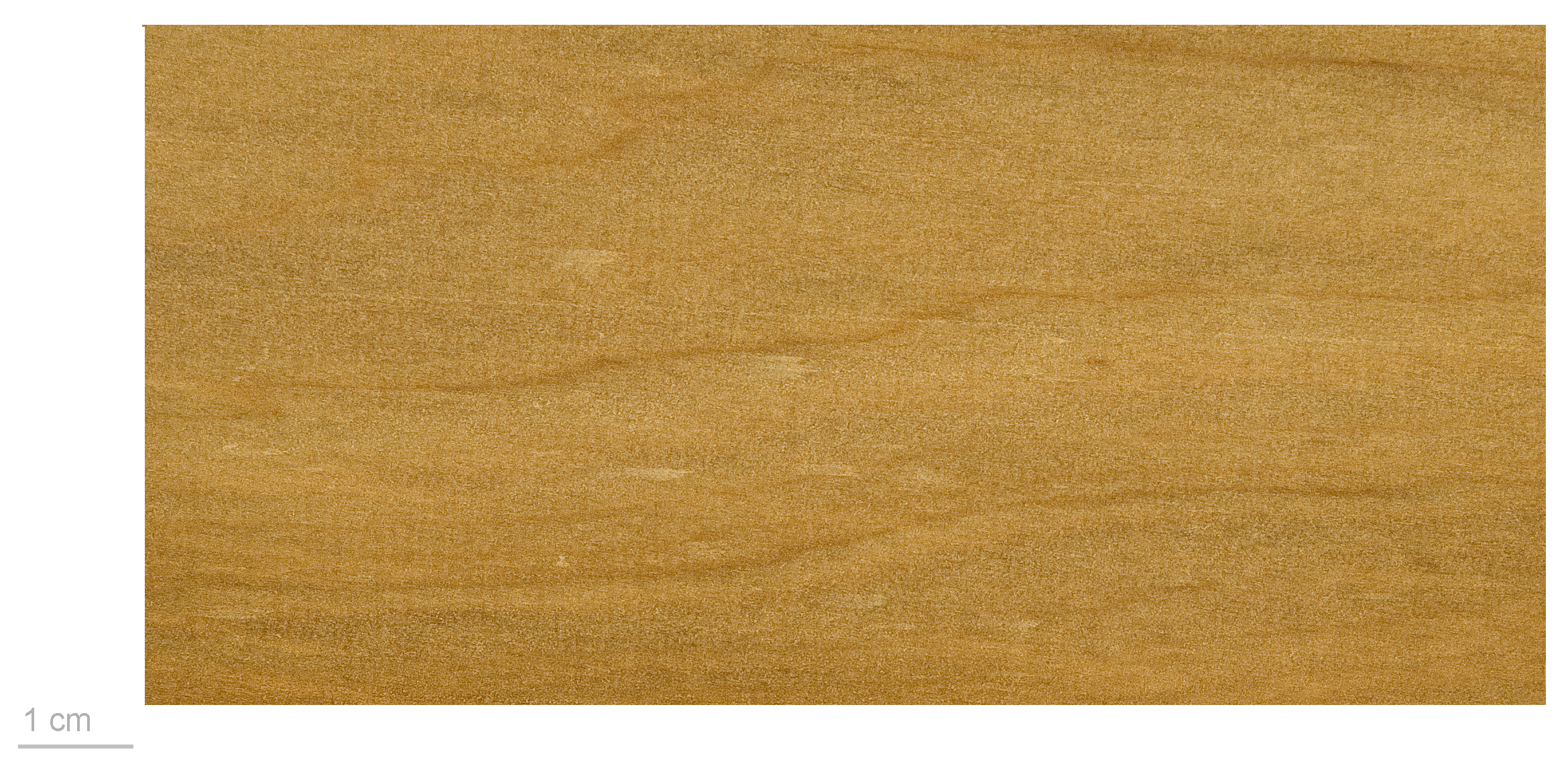
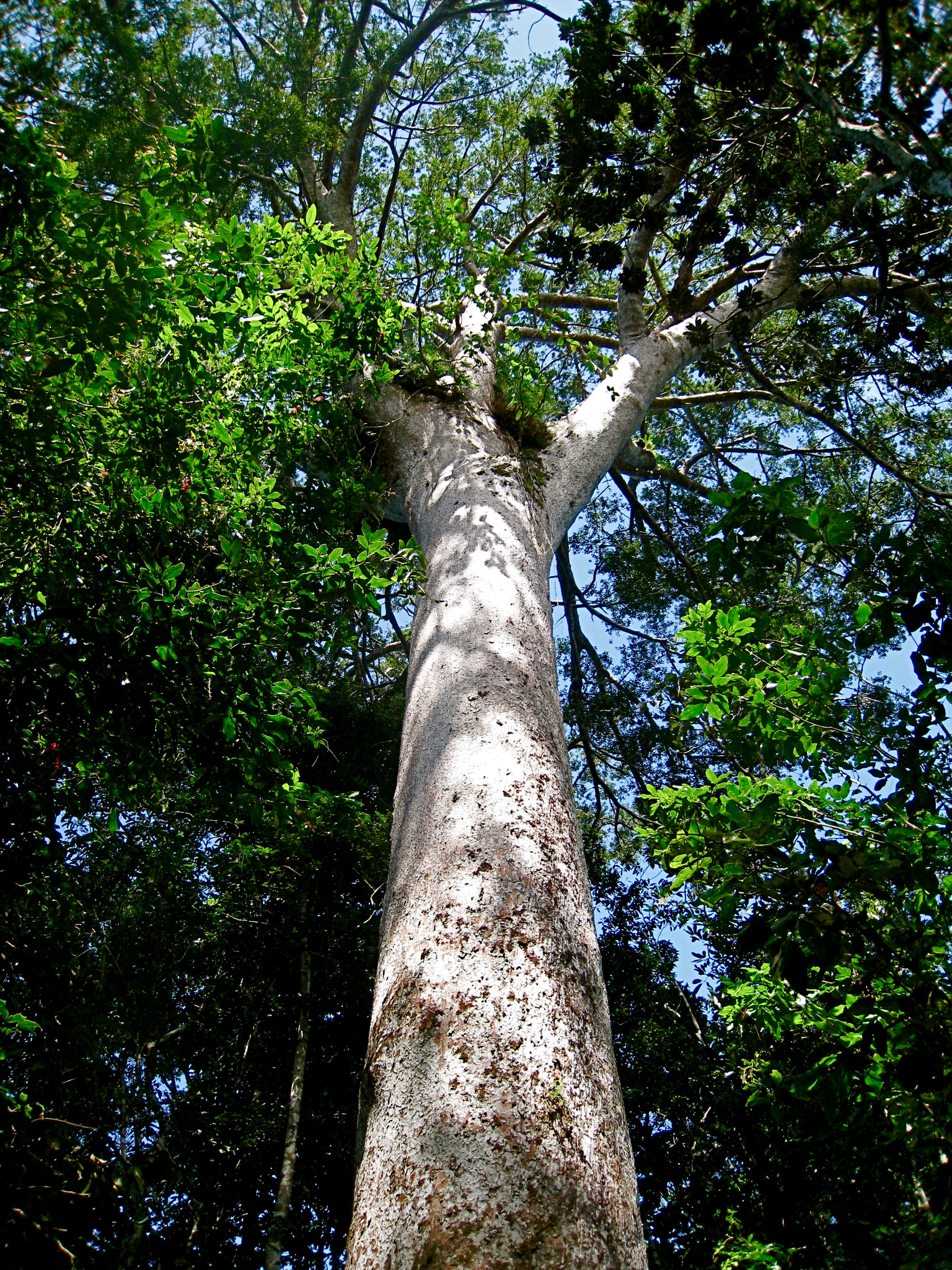
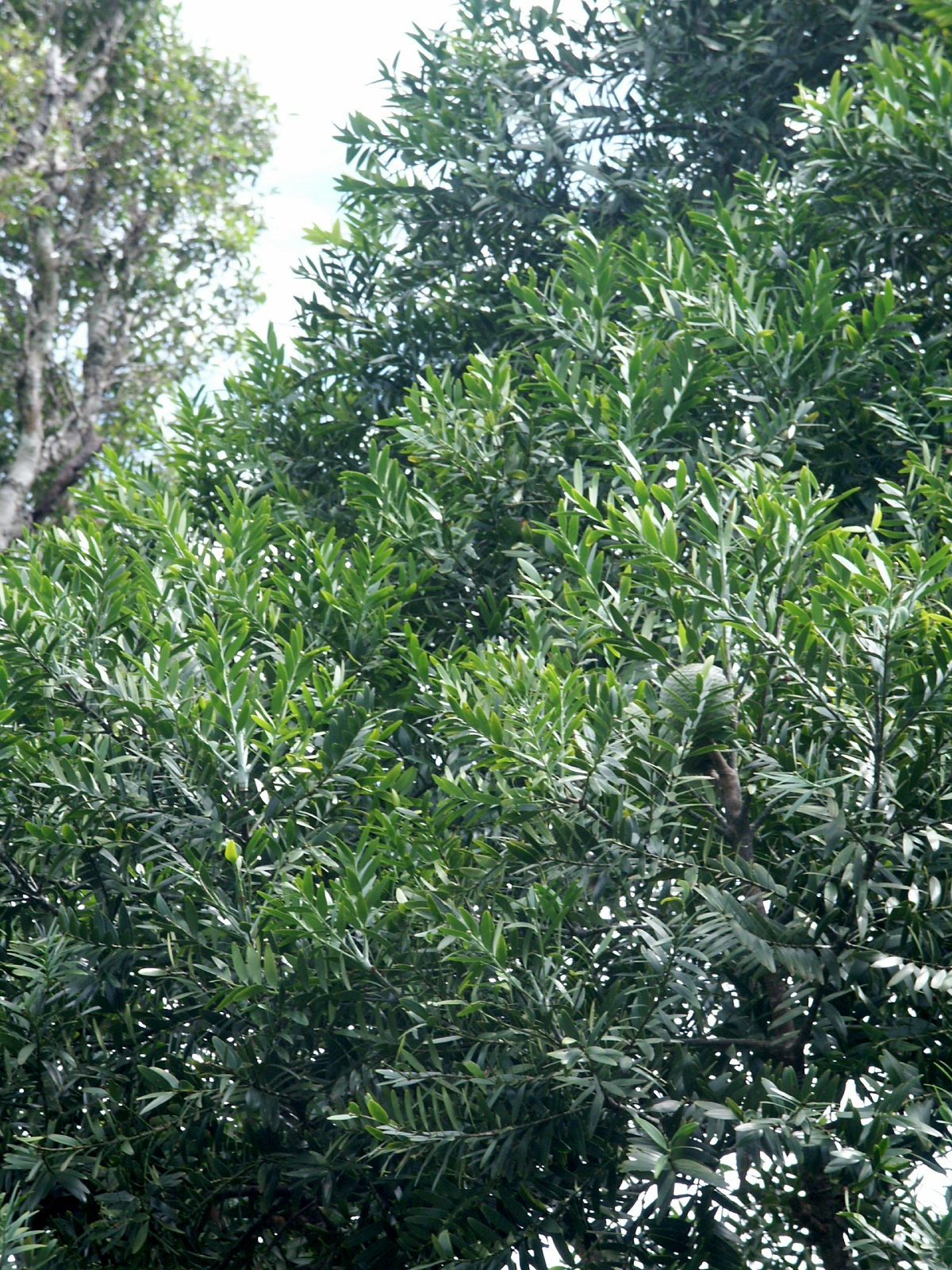
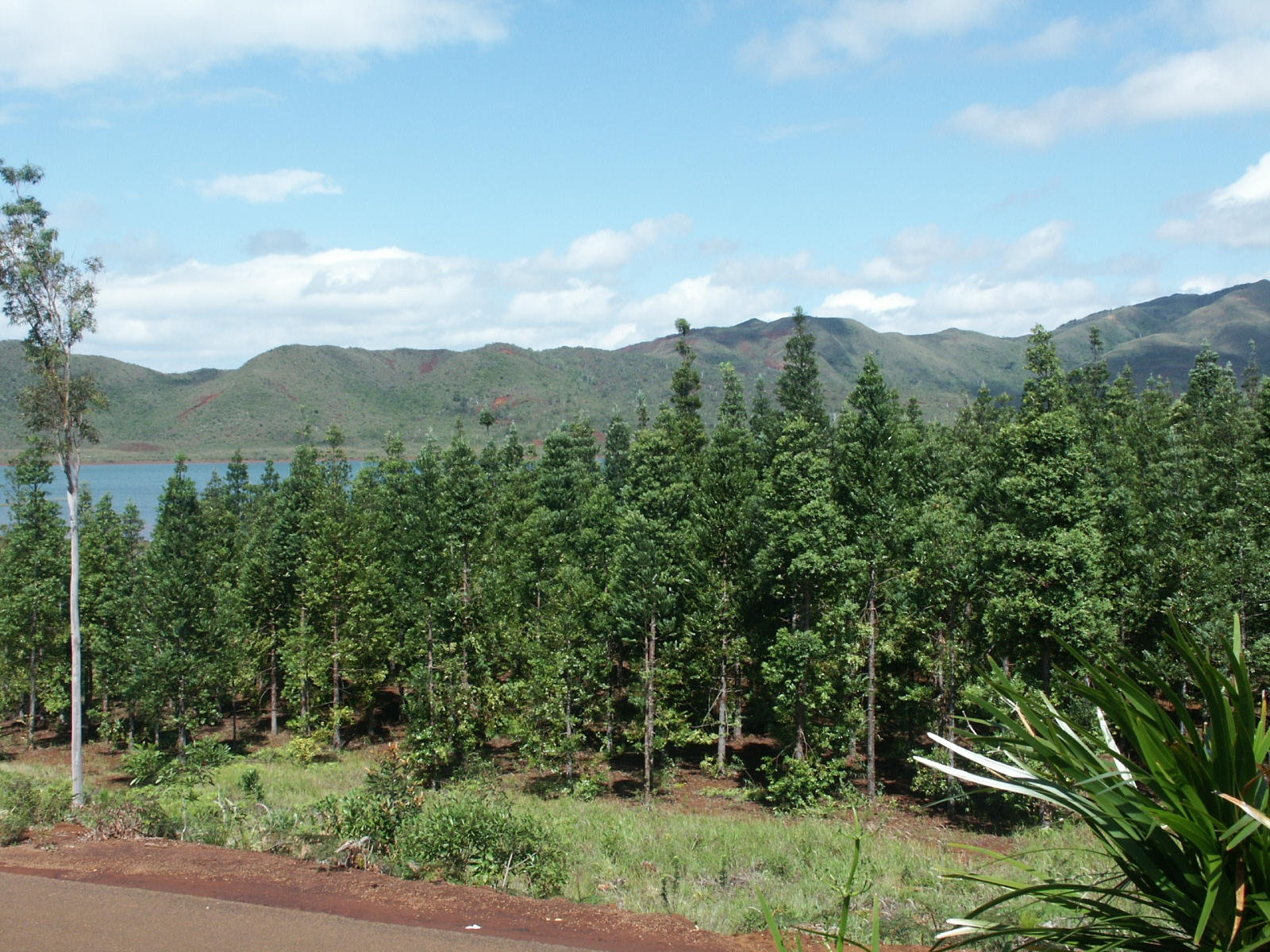
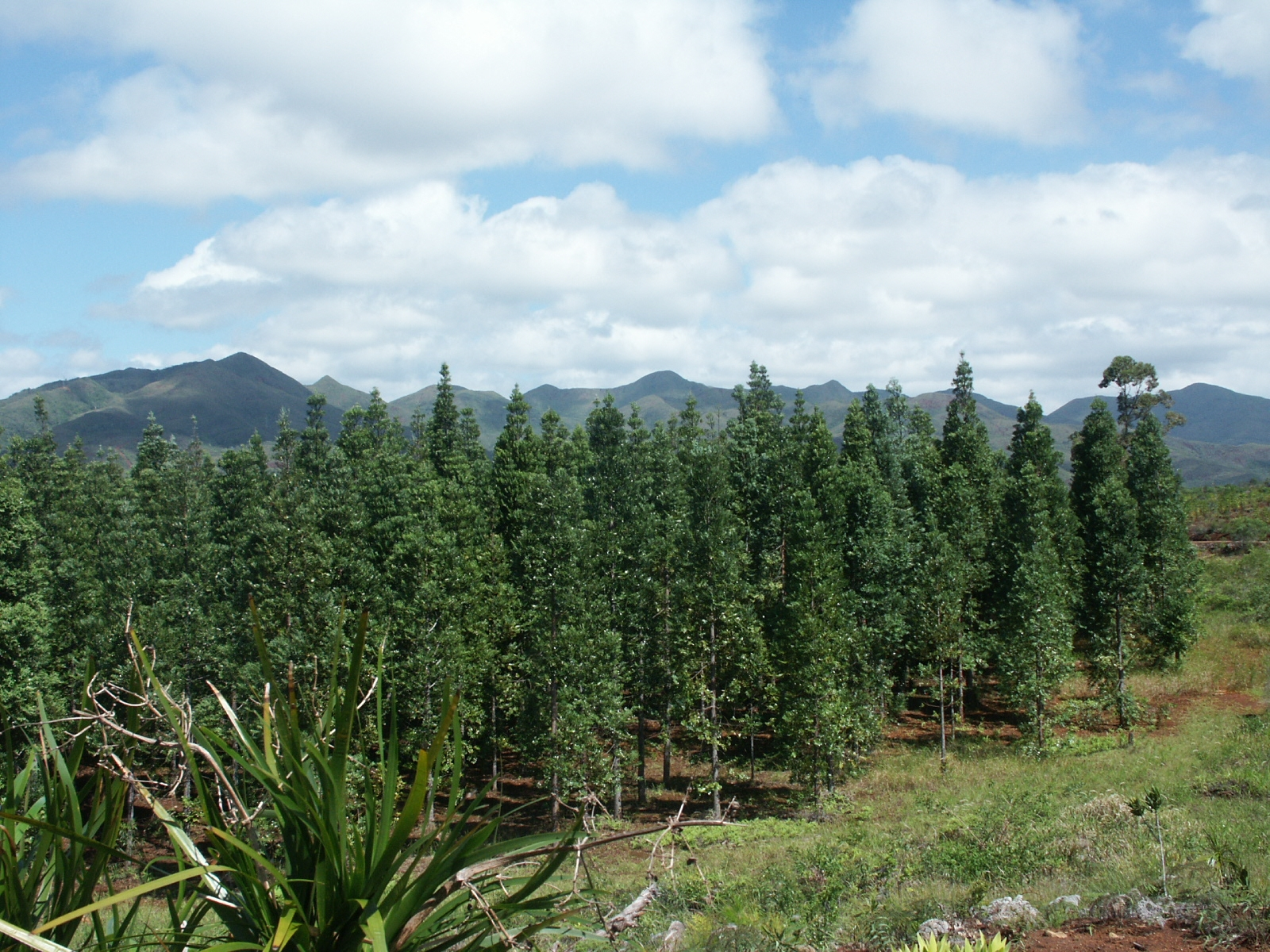
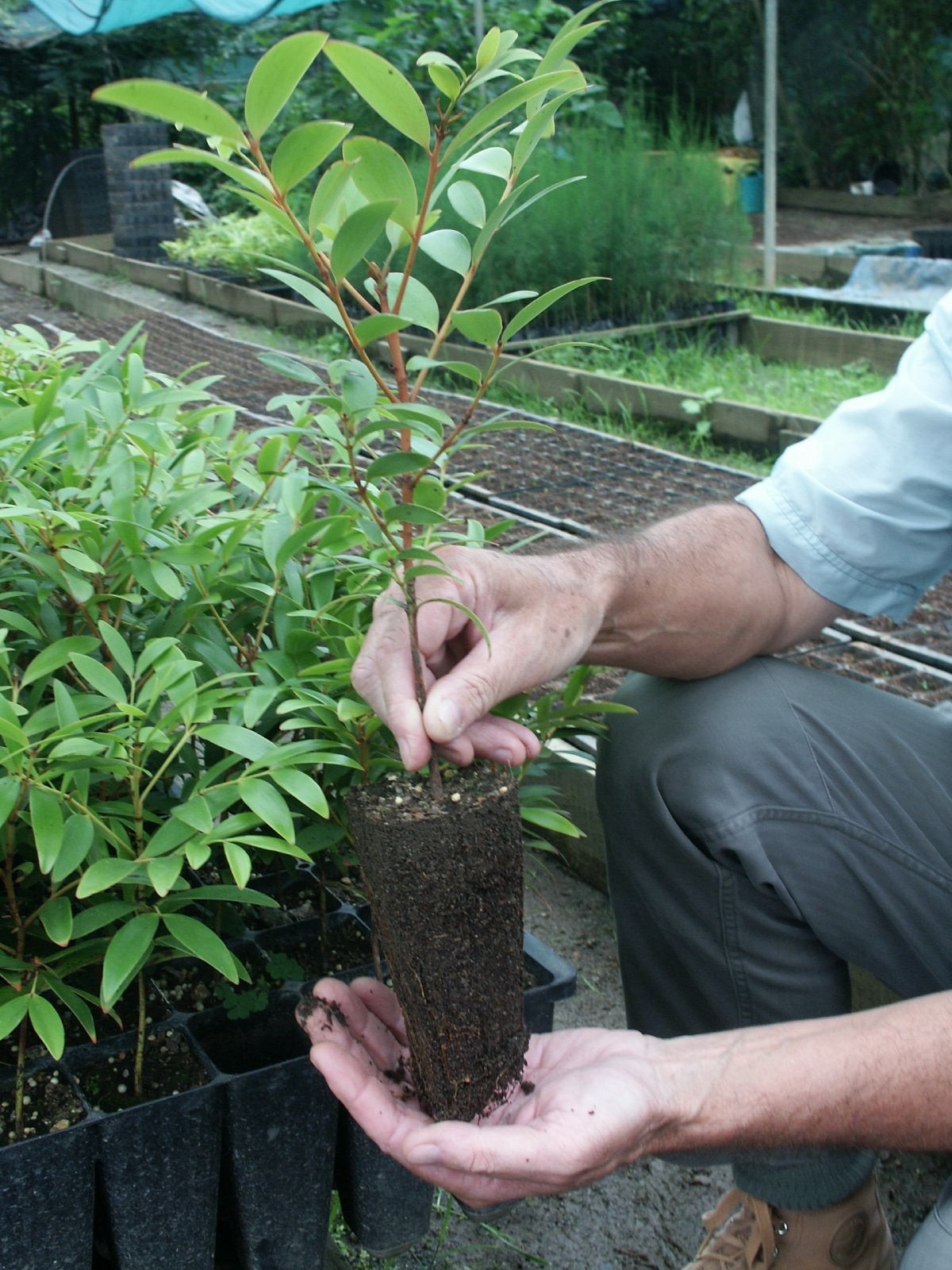